# Гамзатов, Гамзат Магомедович
Гамзат Магомедович Гамзатов  (25 августа 1938 года, Махачкала, ДАССР, РСФСР, СССР — 3 июля 2018 года, Махачкала, Дагестан, Россия) — советский и российский организатор производства в области энергетики, заслуженный энергетик Российской Федерации, депутат Народного собрания РД.

## Биография
Гамзат Магомедович Гамзатов родился 25 августа 1938 года в Махачкале, в семье военнослужащего. Отец, Магомед Гамзатович Гамзатов родом из Согратля Гунибского района. После окончания Дагпединститута Магомеда Гамзатовича назначили замдиректора этого же института по заочному обучению. В 1940 году был призван в армию. С боями дошёл до Берлина. Награждён орденами Красной Звезды и Отечественной войны 2-й степени.

### Воинская служба
В 1963—1965 годах служил в рядах Советской Армии.

### Учёба
В 1965 году поступил в Ленинградский кораблестроительный институт, который окончил в 1970 году. 

### Трудовая деятельность
С 1974 года работает в системе дагестанской энергетики. В 1983 был назначен на должность заместителя гендиректора «Дагэнерго», а в 1993 году стал гендиректором ОАО «Дагэнерго». Член Госсовета Дагестана двух созывов (1998, 2002).

## Общественная деятельность
В 2011 был избран председателем Общественной палаты Дагестана.

## Заслуги
При его непосредственном участии были построены и сданы в эксплуатацию Чиркейская, Миатлинская, а также Гунибская ГЭС. 

## Награды и почётные звания
- Орден «За заслуги перед Республикой Дагестан»
- Народный герой Дагестана
- Заслуженный энергетик Российской Федерации
- Орден Дружбы (1999)
- Лауреат премии Правительства Российской Федерации в области культуры (2011)[5]
- Действительный член Российской инженерной академии
- Академик Академия проблем подъема экономики